# Marpissa manipuriensis
Marpissa manipuriensis is een spinnensoort uit de familie van de springspinnen (Salticidae).
De wetenschappelijke naam van de soort werd in 2004 gepubliceerd door Bijan Kumar Biswas & Kajal Biswas.